# 박문수 초상 (보물 제1189-2호)
박문수 초상(朴文秀 肖像)은 부산광역시 동구에 있는 조선시대의 초상화이다. 2006년 12월 29일 대한민국의 보물 제1189-2호로 지정되었다.

## 개요
흔히 조선시대 어사(御使)의 대명사로 일컬어지는 영성군(靈城君) 박문수(朴文秀, 1691-1756)의 초상화이다. 박문수는 38세인 1728년의 奮武功臣 錄勳때 奮武功臣像을 하사받았으며, 이때 功臣像으로 그려진 全身像과 半身像이 天安의 후손가에 전해져 1994년 2점 모두 보물 제1189호로 지정되었다.
이 박문수 반신상은 천안의 후손이 소장하고 있는 1728년의 鶴頂金帶를 착용하고 얼굴도 젊은 奮武功臣像과 달리, 1品官이 착용하는 犀帶를 착용하고 얼굴도 노년의 모습이다. 따라서 이 초상화는 1728년의 奮武功臣像보다 후대에 다른 맥락에서 새로 그린 초상화라고 생각된다.
그런 점에서 특히 주목되는 것이 같은 奮武功臣이었던 趙顯命(1690-1752)이 1751년에 생존한 奮武功臣 14명의 半身像을 그려 勳府畵像帖을 만든 뒤 紀功閣에 갈무리했는데, 이때 豊原君 趙顯命 자신과 靈城君 朴文秀, 彦城君 金重萬, 仁平君 李普赫은 초상화를 새로 그리고, 나머지 10명은 집에 소장하고 있던 舊本을 移摹했다고 한 『歸鹿集』 卷18 「勳府畵像帖記」의 기록이다. 왜냐하면 1751년에는 박문수가 61세의 1品官으로서 이 半身像의 圖像과 정확히 일치하기 때문이다. 더구나 1751년에 이 朴文秀 像과 함께 그려진 彦城君 金重萬의 老年 半身像이 현재 후손가에 전해져 보물 715호로 지정되어 있는데, 규격이 42.5×29cm로서 이 신성수 소장품의 老年 半身像 40.2×28.2cm와 거의 흡사할 뿐만 아니라, 圖像과 畵法, 美感도 적지 않은 친연성이 느껴지기 때문이다.
이상의 몇 가지 사실만으로도 이 초상화는 조선시대 肖像畵史와 조선시대 功臣圖像史에서 매우 각별하고 중요한 의미가 있는 것이라고 생각된다.

## 같이 보기
- 박문수
- 박문수 초상 (보물 제1189-1호)

## 참고 자료
- 박문수 초상 - 국가유산청 국가유산포털